# Skin Trade
Skin Trade è un singolo del gruppo musicale britannico Duran Duran, pubblicato nel febbraio 1987 come secondo estratto dall'album Notorious.
Dopo una lunga serie di successi, fu il loro primo singolo a non avere impatto significativo nelle classifiche, anche se raggiunse la Top 10 in Belgio, Irlanda, Italia e Spagna.

## Il brano
Il titolo della canzone deriva dal libro di Dylan Thomas Adventures in the Skin Trade, che John Taylor stava leggendo durante le registrazioni. 
Il brano presentava uno stile abbastanza inedito per il gruppo. Non solo Simon Le Bon cantava in falsetto stile Prince, ma era anche accompagnato da una importante banda di ottoni.
Il gruppo era molto orgoglioso del brano, al punto da ritenerlo uno dei loro preferiti, motivo per cui furono molto delusi quando il singolo non riuscì a sfondare in classifica.
(John Taylor, Three to Get Ready)
Negli anni è comunque diventato uno dei pezzi più richiesti dai fan ed è stato scelto dal gruppo per dare il nome alla propria società, la Skin Trade Music Ltd.

## Video musicale
Il videoclip del brano è stato diretto da Peter Kagan & Paula Greif, che avevano già realizzato quello del singolo precedente, Notorious. Il video utilizza un effetto simile al rotoscope: alcune immagini sono colorate in maniera simile a un cartone animato. Come tanti altri video dei Duran Duran, Skin Trade presenta una modella - in questo caso la tedesca Tatjana Patitz. Appare inoltre per la prima volta il chitarrista Warren Cuccurullo, che in seguito sarebbe diventato membro a pieno titolo del gruppo.
Nel 1987 il video è stato nominato per i migliori effetti visivi e la migliore fotografia agli MTV Video Music Awards, ma ha perso rispettivamente contro Sledgehammer di Peter Gabriel e C'est la vie di Robbie Nevil.

## Tracce
1. Skin Trade (Radio Cut) – 4:25
2. We Need You – 2:50

## Formazione
Duran Duran
- Simon Le Bon – voce
- John Taylor – basso
- Nick Rhodes – tastiera

Altri musicisti
- Warren Cuccurullo – chitarra
- Andy Taylor – chitarra
- Nile Rodgers – chitarra
- Steve Ferrone – batteria
- The Borneo Horns – ottoni
- Curtis King – cori
- Brenda White-King – cori
- Tessa Niles – cori
- Cindy Mizelle – cori

## Classifiche
| Classifica (1987) | Posizione massima |
| ----------------- | ----------------- |
| Belgio (Fiandre)  | 9                 |
| Germania          | 35                |
| Irlanda           | 10                |
| Italia            | 10                |
| Nuova Zelanda     | 36                |
| Paesi Bassi       | 11                |
| Regno Unito       | 22                |
| Spagna            | 10                |
| Stati Uniti       | 39                |